# Farid El Melali
Farid El Melali (Blida, 5 de mayo de 1997) es un futbolista argelino que juega en la demarcación de delantero y se encuentra sin equipo tras abandonar el Angers S. C. O.

## Selección nacional
Tras jugar con la selección de fútbol sub-20 de Argelia y la sub-23, finalmente hizo su debut con la selección absoluta el 18 de agosto de 2017 en un partido de clasificación para el Campeonato Africano de Naciones de 2018 contra Libia que finalizó con un resultado de empate a uno tras el gol de Muaid Ellafi para Libia, y de Sofiane Bendebka para Argelia.

## Clubes
| Club               | País    | Año       | Partidos | Goles |
| ------------------ | ------- | --------- | -------- | ----- |
| Paradou A. C.      | Argelia | 2016-2018 | 46       | 8     |
| Angers S. C. O. II | Francia | 2018-2021 | 7        | 2     |
| Angers S. C. O.    | Francia | 2018-2022 | 52       | 6     |
| Pau F. C. (cedido) | Francia | 2022      | 17       | 1     |
| Angers S. C. O.    | Francia | 2022-2025 | 88       | 13    |

## Palmarés

### Títulos nacionales
| Título                                      | Club          | País    | Año  |
| ------------------------------------------- | ------------- | ------- | ---- |
| Championnat National de Première Division 2 | Paradou A. C. | Argelia | 2017 |